# Rigor mortis
Rigor mortis, în română rigiditate postmortală sau redoare cadaverică, este denumirea latină, consacrată pe plan mondial în domeniul medicinii și, în special, al medicinii legale, pentru rigiditatea cadaverică, adică fenomenul de înțepenire progresivă a mușchilor, care survine la câteva ore după deces, datorită modificărilor chimice la nivelul țesuturilor musculare, ca rezultat al coagulării proteinelor din mușchi.
După moarte, musculatura de orice tip (netedă, cardiacă, scheletică) intră într-o stare de contractură susținută, numită rigiditate musculară. Rigiditatea postmortală începe cu musculatura netedă din pereții arteriali, intestin, etc, care intră în rigiditate la 10-15 minute după moarte, continuă cu miocardul, care intră în rigiditate la aproximativ 30 – 60 minute și apoi cu musculatura scheletică.
Mușchii se contractă, instalându-se rigor mortis, începând, de la una până la patru ore, cu mușchii mici (de la maxilar, degete, ochi, gură), iar după patru-șase ore, cu cei mari, ai membrelor și ai trunchiului. În această fază, corpul este în continuare cald, dar rigid. După 36–48 de ore, mușchii se relaxează, iar corpul devine mai moale, dar este deja rece. Rigor mortis se manifestă mai devreme în urma unui efort fizic sau când vremea este mai caldă, și mai târziu pe vreme rece și la persoanele bătrâne ori anemice. Rigor mortis se manifestă până la nivelul celor mai mici mușchi. Sunt afectate pupilele și mușchii mici (erector pili), care provoacă zbârlirea părului și a căror contracție dă senzația de piele de găină.
În concluzie, rigor mortis (rigiditatea cadaverică) are 3 faze distincte:
- de instalare – începe la 10-15 minute după deces și se încheie în circa 6 ore;
- de stare - durează 30-42 de ore;
- de rezoluție – se manifestă după 36–48 de ore.